# Kennedy Farm
La Kennedy Farm è una proprietà del National Historic Landmark situata su Chestnut Grove Road nella zona più meridionale della Contea di Washington (Maryland). È noto per essere stato il luogo in cui il leader radicale dell'abolizionismo negli Stati Uniti d'America John Brown (attivista) pianificò e da cui diede il via alla sua incursione all'arsenale di Harpers Ferry, nell'odierna Virginia Occidentale, nel 1859: il raid di John Brown contro Harpers Ferry.
Conosciuta anche come il quartier generale di John Brown e la Kennedy Farmhouse l'edificio di tronchi, pietra e mattoni è stato riportato al suo aspetto originario risalente al tempo del raid. L'azienda agricola è ora di proprietà di un'organizzazione non a scopo di lucro e i terreni che circondano l'edificio sono aperti al pubblico.